# Esteroide

Lletreig dels anells (esquerra) i numeració dels àtoms de l'esquelet esteroidal (dreta) (recomanat per la IUPAC).
Els quatre anells A-D formen un cor esterà.

Un esteroide és un lípid caracteritzat per un nucli tetracíclic de carboni amb quatre anells fusionats.
En fisiologia humana i medicina els esteroides més importants són el colesterol les hormones esteroides, els seus precursors i els seus metabòlits.
La síntesi dels esteroides té lloc principalment en el reticle endoplasmàtic llis de les cèl·lules.

## Categories d'hormones esteroides
- Esteroides anabolitzants.
- Els corticoesteroides.
- Les hormones sexuals: andrògens, estrògens i progestàgens.
- Les prohormones.